# Kroenert

Ehemaliges Logo

Die Kroenert GmbH & Co. KG ist ein Hamburger Maschinenbauunternehmen. 1903 begann das Unternehmen als Hersteller für Tapetendruckmaschinen, heute ist Kroenert ein international agierender Hersteller von Beschichtungs-, Druck- und Kaschieranlagen. Zum Angebot gehören Konstruktion und Bau von Maschinen und Anlagen zur Beschichtung und Kaschierung von Papier, Film und Folien.

## Geschichte
Gegründet wurde das Unternehmen von Max Kroenert, bis dahin Maschinenbaumeister in der Tapetenfabrik Hansa Iven, im Jahr 1903 in Altona. Das Ziel war vorerst die Herstellung von Hochleistungs-Tapetendruckmaschinen. Der Ingenieur Hans-Jens Meyer trat 1904 in die Firma ein und wurde 1912 Mitgesellschafter und Mitgeschäftsführer. Nach dem Ersten Weltkrieg übernahm Meyer den Besitz des Unternehmens größtenteils, da sich Kroenert, aufgrund der schlechten wirtschaftlichen Lage, aus dem Geschäft zurückzog. 1933 wurde die Kommanditgesellschaft Max Kroenert in Altona gegründet, mit Meyer als persönlich haftendem Gesellschafter und zwei Kommanditisten. Das Unternehmen war zu diesem Zeitpunkt in der Schützenstraße 239 in Bahrenfeld angesiedelt. Während des Zweiten Weltkriegs beschäftigte das Unternehmen von Juni 1942 bis April 1945 zivile Zwangsarbeiter und Kriegsgefangene. Nachgewiesen sind polnische Arbeiterinnen und sowjetische Kriegsgefangene, die auf dem Firmengelände untergebracht waren. 1943 wurden die Firmengebäude durch Luftangriffe weitgehend zerstört. Nach Kriegsende wurde es wieder aufgebaut. In den 1950er und 1960er Jahren entwickelt sich das Unternehmen zum Anbieter individuell konstruierter Kaschiermaschinen. 1995 wurde die Drytec GmbH & Co KG gegründet. Seit 2002 wird der Konzern unter dem Dach einer Holding (Altonaer Technologie Holding GmbH, ATH) geführt.

## Produkte
Die Kaschier- und Beschichtungsanlagen werden in drei Produktgruppen angeboten: Die Baureihe RECO steht für Anlagen mit Trockenkanal, die Baureihe PAK benötigt keinen Trockenkanal. Darüber hinaus wurde 2009 die Baureihe LABCO für Labor- und Pilotanwendungen sowie Kleinserien im Markt eingeführt. Ende 2012 wurde mit der MCO 5000 das Konzept einer modular aufgebauten und modular erweiterbaren Produktionsanlage verwirklicht.
Viele Produkte werden auf Kroenert-Anlagen gefertigt: Flexible Verpackungen wie Lebensmittel- und pharmazeutische Verpackungen; technische Produkte wie Selbstklebeetiketten, Klebebänder, Schutzfolien, Marker und Korrekturbänder sowie neue Anwendungen wie Lithium-Ionen-Akkumulatoren, Brennstoffzellen, flexible Solarzellen, gedruckte Elektronik und Verbundwerkstoffe. Im eigenen Technologiezentrum in Hamburg stehen mehrere Produktionsanlagen und eine Laboranlage zur Verfügung, auf denen Versuche und Testläufe unter realen Bedingungen durchgeführt werden können.